# Globish
Le globish (mot-valise combinant global, « planétaire », et English, « anglais ») est un sous-ensemble de l'anglais réduit à 1 500 mots conservant orthographe et prononciation classiques et destiné aux francophones, proposé en 2004-2006 par Jean-Paul Nerrière, ancien vice-président d'IBM États-Unis,.

## Caractéristiques du globish
Selon Jean-Paul Nerrière, le globish est un anglais parfaitement correct, qui se manifeste par 
- un vocabulaire limité à 1 500 mots d’anglais, complétés des mots dérivés de ceux-ci par combinaison ou association ;
- une grammaire correcte mais allégée de certaines formes et constructions superflues et rares ;
- une syntaxe privilégiant des phrases courtes et évitant les incises et les subordonnées à charnières ;
- une prononciation intelligible mais ne cherchant pas à imiter celle des anglophones de naissance[3].

## Utilisations
Le globish est une version utilitaire de l'anglais. Il s'emploie de plus en plus comme outil d'inter-compréhension dans la communication internationale de base, du fait des besoins de communication nés de la mondialisation. Cette expansion fait craindre à certains une menace pour la diversité culturelle ainsi que pour la pureté de la langue anglaise.[réf. nécessaire]
Un débat existe pour savoir si le globish est plus efficace pour faciliter la communication entre personnes de langues maternelles différentes qu'une langue construite telle que l'espéranto,,,,. En effet, l'anglais réduit a une fréquence d'usage et un nombre de locuteurs beaucoup plus importants que l'espéranto, notamment dans les milieux professionnels.

## Autres formalisations d'un anglais simplifié
Outre le globish, diverses tentatives de formalisation d'un anglais à la fois simplifié et international ont été proposées.
- L'anglais basic (Basic English), de Charles Kay Ogden.
- L'anglais simplifié, à l'origine créé pour les documents techniques de l'aérospatiale, et son avatar l'anglais technique simplifié (Simplified Technical English ou STE).
- Le Basic Global English (BGE)[10].
- L'Indien Madhukar Gogate a proposé en 1998 d'appeler globish sa proposition de simplification radicale de l'orthographe et de la prononciation anglaise[11], en fait une transcription en caractères latins de l'anglais tel qu'il se prononce en Inde.